# جائزة أفضل لاعب قوى في أوروبا

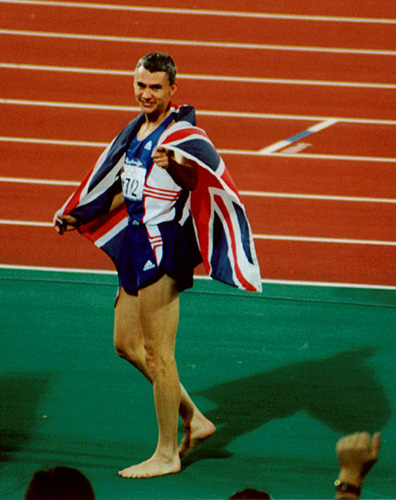

جائزة أفضل لاعب قوى في أوروبا هي جائزة سنوية تمنح للرياضيين المشاركين في ألعاب قوى، بما في ذلك سباقات المضمار والميدان، سباق الطرقات والعدو الريفي. ويتم تنظيمها من قبل الاتحاد الأوروبي لألعاب القوى منذ 1993. من الفائزين بها محمد فرح ورينو لافيينيه.